# Mark Griffith (Schlagzeuger)
Mark Griffith (* 17. Februar 1970 in Pitman, New Jersey) ist ein US-amerikanischer Jazzschlagzeuger und Musikpädagoge.

## Leben
Griffith begann als er fünf Jahre alt war Schlagzeug zu spielen und wurde später Mitglied der Jazzband seiner Highschool. Er absolvierte an der William Paterson University das Jazzprogramm unter Leitung des Bassisten Rufus Reid und besuchte am Towson State College einen einwöchigen Jazzkurs bei Peter Erskine. Ende der 1970er und Anfang der 1980er Jahre tat er professionell mit Musikern wie Ira Sullivan, Othello Molineux, Robert Thomas Jr., Joe Donato und Dana Paul auf. Von 1983 bis 1988 war er Mitglied von Randy Bernsens Band, mit der er drei Alben aufnahm.
Seine Zusammenarbeit mit Peter Graves begann 1988. Er wurde Mitglied von dessen Atlantean Driftwood Band und Peter Graves Orchestra und trat mit Musikern und Entertainern wie Perry Como, George Burns, Rich Little, Phyllis Diller, Don Rickles, den Bee Gees, Stan Getz und Tim Rice auf. Mit Jaco Pastorius’ Bigband entstand 2003 das Album Word of Mouth Revisited, das zwei Wochen lang den ersten und über das Jahr 2003 den dritten Platz der  Jazz Airplay Charts belegte und den Jazz Week Record of the Year Award erhielt. 
Griffith gab Kurse u. a. beim Drummer’s Collective in New York, am Berklee College of Music, an der University Of The Arts in Philadelphia und an der School Of The Arts in Newark und veröffentlichte Beiträge in Zeitschriften wie Modern Drummer, Percussive Notes, UK’s Drummer! und Not So Modern Drummer. Mit dem Schlagzeuger Steve Smith produzierte er die Lehr-DVDs The Art Of Playing With Brushes und Jazz Legacy: Standing on the Shoulders of Giants.